# 大明國際
大明國際控股有限公司（港交所：1090）是一家在中國從事不銹鋼加工、銷售和配送的企業，大明國際在無錫、杭州、武漢及天津設有生產設備。
2010年11月，大明國際在香港進行公開招股，招股價範圍在2至2.7港元，發售2.5億股新股，最多集資金額為6.75億元。大明國際最終招股價訂在2.1元，並在12月1日於香港交易所上市。

## 外部連結
- 大明國際公司網站（页面存档备份，存于）
- 大明國際招股章程